# Ecnomocephala
Ecnomocephala is een geslacht van vliesvleugeligen uit de familie Eupelmidae. De wetenschappelijke naam van dit geslacht werd voor het eerst geldig gepubliceerd in 1995 door Gibson.

## Soorten
Het geslacht Ecnomocephala omvat de volgende soorten:
- Ecnomocephala townesi Gibson, 1995[1]
- Ecnomocephala ashei Gibson, 2019[2]
- Ecnomocephala boliviensis Gibson, 2019[2]
- Ecnomocephala gilli Gibson, 2019[2]
- Ecnomocephala hypha Gibson, 2019[2]
- Ecnomocephala retia Gibson, 2019[2]
- Ecnomocephala speculum Gibson, 2019[2]